# Europe Écologie Les Verts
Europe Écologie Les Verts (EELV) är ett politiskt parti i Frankrike, baserat på grön ideologi. Partiet grundades i november 2010 som en sammanslagning av L'Écologie Les Verts och Europe Écologie, som hade skapats inför Europaparlamentsvalet 2009.
I presidentvalet i Frankrike 2012 kandiderade Eva Joly för EELV. Partiet ingick en allians med Socialistiska partiet som då satt vid makten, och lyckades få tolv mandat i parlamentsvalet i Frankrike 2012, vilket gjorde det möjligt att skapa en parlamentarisk grupp. Inför presidentvalet i Frankrike 2017 ställde man sig bakom Socialistiska partiets kandidat Benoît Hamon. I presidentvalet i Frankrike 2022 kandiderade Yannick Jadot för EELV. Inför parlamentsvalet i Frankrike 2022 deltog man i valkoalitionen NUPES med Socialistiska partiet, Det okuvliga Frankrike och Franska kommunistpartiet. Därigenom lyckades koalitionen fördubbla sitt antal mandat.